# Dzeltenie Pastnieki
Dzeltenie Pastnieki (латыш. Жёлтые почтальоны) — латвийская музыкальная группа, образованная в 1979 году в Риге. Коллектив был одним из немногих в Советском Союзе, которые можно назвать первопроходцами в таких жанрах, как «новая волна» и регги. Музыкальная стилистика коллектива варьируется от экспериментальной электроники до альтернативного рока.
Группа была создана Ингусом Баушкениексом, который на протяжении многих лет является её вокалистом и бессменным лидером. Основной, «классический» состав группы, сформировавшийся в более поздний период её развития, образуют сам Баушкениекс (вокал, бас-гитара, клавишные), Виестур Слава (гитара, клавишные, вокал), Зигмунд Стрейкис (клавишные) и Илгвар Ришкис (ударные), все являвшиеся выпускниками Рижской средней школы № 1 им. Леона Паэгле.
Начиная с 1981 года альбомы группы записывались в домашней обстановке на обычные магнитофоны и распространялись посредством магнитиздата на кассетах и других магнитных носителях, причём на альбомах даже не было обложек. Несмотря на то, что популярность коллектива в 1990-е возросла, ни один из этих альбомов, однако, так и не был издан. И только в 2003 году Баушкениекс начал перезаписывать их на компакт-диски и издавать под собственным лейблом IB Ieraksti.
Латышский композитор Мартиньш Браунс сказал, что Dzeltenie Pastnieki повлияли на всю латвийскую сцену, включая его самого и даже Раймонда Паулса. Работу коллектива в 1980-е годы отмечал также и известный музыкальный критик Артемий Троицкий. Группа вошла в книгу Александра Кушнира 100 магнитоальбомов советского рока как единственный коллектив, выступавший на латышском языке. Внимание в книге было уделено, в частности, двум альбомам:Bolderājas dzelzceļš' и Alise.

## История
Зачатки группы начали формироваться ещё в середине 1970-х годов, когда Баушкениекс собирает вокруг себя небольшой коллектив музыкантов. Группа выступает на дискотеках, где исполняет каверы на песни Гэри Ньюмана, Боба Марли, Blondie и The Police. вначале группа называлась Jaunais Sarkanais Karalis (латыш. Новый красный король) по аналогии с King Crimson (англ. Малиновый король). Весной 1981 года они записывают получасовой демоальбом Madonas galerts (латыш. Мадонский холодец). Песни с этой пластинки были в том же году перезаписаны для их, уже в качестве Dzeltenie Pastnieki, дебютного альбома Bolderājas dzelzceļš (латыш. Болдерайская железная дорога). Большая часть песен альбома была написана в соавторстве с участниками группы NSRD, один из которых, Хардийс Лединьш, и дал группе название «Жёлтые почтальоны» по названию их ранней песни «Dzeltenais viltus pastnieks» (латыш. Жёлтый ненастоящий почтальон). Для своего второго альбома, Man ļoti patīk jaunais vilnis (латыш. Мне очень нравится новая волна), музыканты приглашают Роберта Гобзиньша (вокал, слова) и практически отказываются от стандартного набора «гитара/бас/ударные» в пользу более синтетического звучания. Альбом интересен тем, что на нём впервые исполняется рэп на латышском языке (Гобзиньш в песне «Bezcerīgā dziesma»).
Во времена спада творческой деятельности группе предлагают написать музыку для любительской театральной постановки по произведениям Льюиса Кэролла «Алиса в Стране Чудес» и «Алиса в Зазеркалье». Результатом работы стал альбом Alise (латыш. Алиса) 1984 года. Пластинку отмечает более минималистичное электронное звучание, чем в предыдущих альбомах, что было во многом вызвано весьма скромными на тот момент возможностями звукозаписи. Музыкальный материал, не вошедший в Alise, так же, как и в предыдущие альбомы, вскоре дал основу для четвёртого альбома группы Vienmēr klusi (латыш. Всегда тихо), вышедшего в том же 1984 году. Самый стилистически разнообразный, альбом сочетает в себе гитарную основу с общей электронной направленностью коллектива. Спустя два года, в 1986 году, выходит Depresīvā pilsēta (латыш. Депрессивный город), состоявший в основном из избранного, альтернативных версий песен и композиций, исполняемых каждым из участников коллектива в отдельности.
В 1987 году выходит альбом Naktis (латыш. Ночи), пожалуй самая серьёзная работа группы на тот момент. Альбом можно охарактеризовать как «возвращение в корням», но в то же время коллектив, в частности благодаря Баушкениексу, достиг значительных успехов в домашней звукозаписи в сравнении с предыдущими работами. Здесь же стала более заметна лидирующая роль Баушкениекса в группе.